# Palmyria palmyrensis
Palmyria palmyrensis is een krabbensoort uit de familie van de Domeciidae. De wetenschappelijke naam van de soort is voor het eerst geldig gepubliceerd in 1923 door Rathbun.